# Prix Fröhlich
Pour les articles homonymes, voir Fröhlich.
Le prix Fröhlich est attribué par la London Mathematical Society (LMS) en l'honneur du mathématicien Albrecht Fröhlich. Il a été créé en 2004.
Il est remis tous les deux ans à des mathématiciens résidents au Royaume-Uni, âgés de moins de quarante ans, ayant réalisés des recherches originales et innovantes dans une des branches des mathématiques.

## Lauréats
- 2004 : Ian Grojnowski
- 2006 : Michael Weiss[1]
- 2008 : Nicholas Higham
- 2012 : Trevor Wooley
- 2010 : Jonathan Keating
- 2014 : Martin Hairer
- 2016 : Dominic Joyce
- 2018 : Francesco Mezzadri
- 2020 : Françoise Tisseur
- 2022 : Richard Thomas[2]
- 2024 : Emmanuel Breuillard[3]

## Référence
1. ↑  Aberdeen Mathematician awarded Fröhlich Prize, sur les Media Releases de l'université d'Aberdeen.
2. ↑  (en) « LMS Prize Winners 2022 », sur lms.ac.uk, London Mathematical Society, 1er juillet 2022 (consulté le 3 juillet 2022).
3. ↑  « List of LMS Prize Winners », 1er janvier 2025 (consulté le 11 février 2025).